# Hokuriku Shinkansen
L'Hokuriku Shinkansen (北陸新幹線?) è una ferrovia ad alta velocità del Giappone a scartamento normale, in fase di costruzione. Fino al 2013 era in funzione solo il tratto che collega Tokyo e Nagano, inaugurato in occasione delle olimpiadi invernali del 1998; per tale motivo la linea era denominata Nagano Shinkansen (長野新幹線?). La tratta che congiunge Nagano a Kanazawa entrò in servizio il 14 marzo 2015 e fu progettato il prolungamento fino a Tsuruga, la cui apertura è prevista per il 16 marzo 2024. È previsto che la linea arrivi fino ad Osaka ma non è ancora stato deciso il tratto definitivo.

## Caratteristiche
- Società di gestione：
  - Tokyo - Jōetsumyōkō: JR East
  - Jōetsumyōkō - Shin-Ōsaka JR West

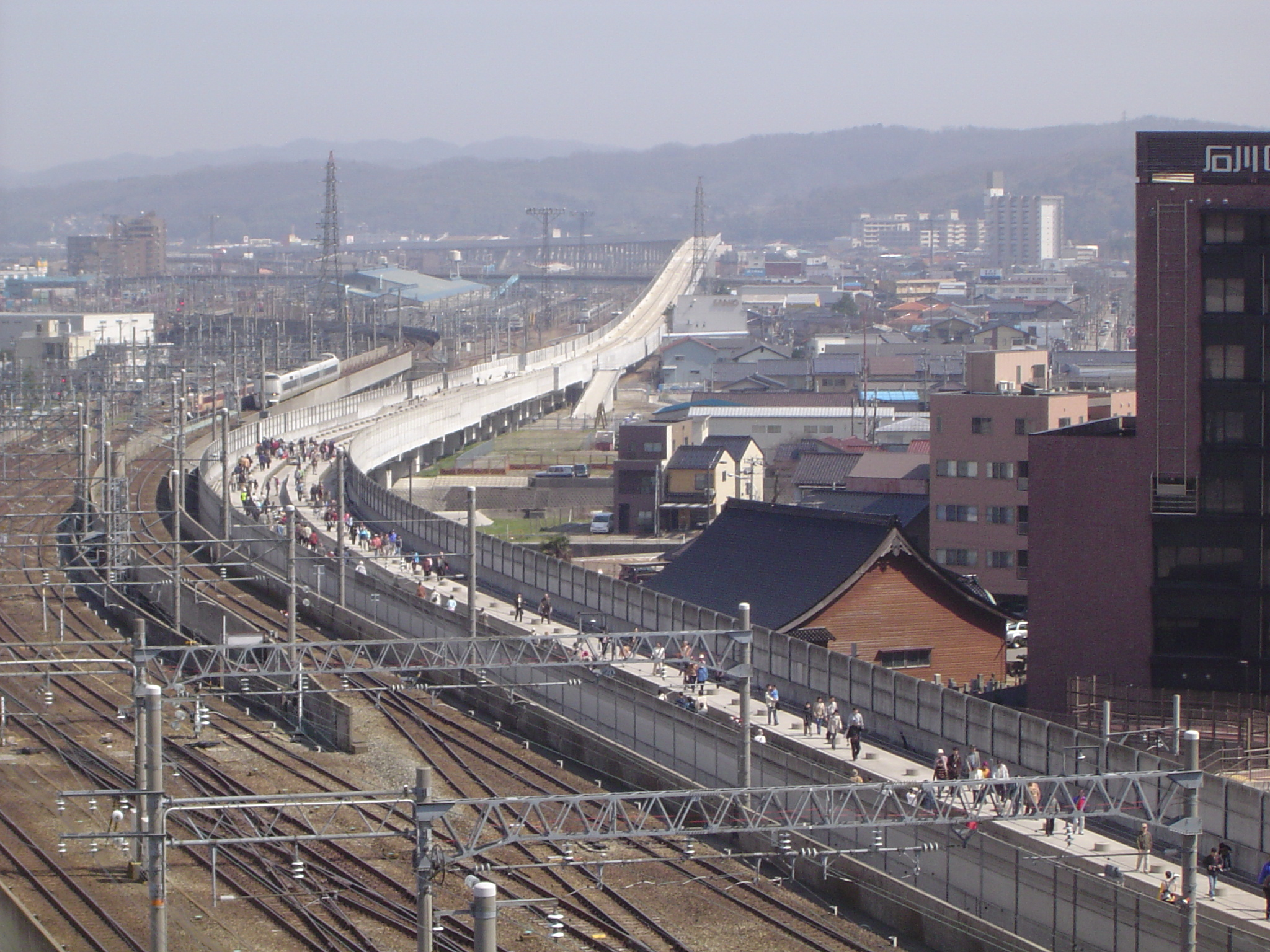
Vista di una tratta in viadotto nei pressi di Kanazawa in costruzione

- Società costruttrice: Istituzione amministrativa indipendente Costruzioni Ferroviarie
- Scartamento：1435 mm
- Elettrificazione：CA 25 kV 50 Hz (Takasaki-Karuizawa, Jōetsumyōkō-Itoigawa), 60 Hz (Karuizawa-Jōetsumyōkō, Itoigawa-Tsuruga)[1]
- Sistema di controllo dei treni：Sistema generale Shinkansen (COSMOS)
- Massima velocità：260 km/h
- Tipologie di tracciato:[2]
  - Takasaki - Nagano：in superficie: 15%, su ponte: 9%, su viadotto: 25%, in galleria: 51%
  - Nagano - Kanazawa：in superficie: 2%, su ponte: 10%, su viadotto: 44%, in galleria: 44%
- Tipologia di Catenaria
  - Takasaki - Nagano：catenaria semplice CS (velocità massima supportata: 300 km/h)
  - Nagano - Kanazawa：catenaria semplice PHC (velocità massima supportata: 350 km/h)

### Principali opere d'arte

#### Ponti
- Ponte di Kurobegawa：761 m
- Quinto ponte del fiume Chikuma：747 m
- Ponte di Himekawa：436 m

#### Tunnel
- Tunnel di Iiyama：22.225 m
- Tunnel Shin-Hokuriku：20.009 m
- Tunnel di Gorigamine：15.175 m
- Tunnel Shin-Oyashirazu：7.334 m
- Tunnel Asahi：7.550 m
- Tunnel Mineyama ：7.090 m

## Storia
La progettazione della linea iniziò nel 1982, mentre i lavori, inizialmente fra Takasaki e Karuizawa, partirono nel 1989. Con l'aggiudicazione delle olimpiadi invernali a Nagano nel 1991 si ebbe anche l'occasione di iniziare i lavori della tratta rimanente, fra Karuizawa e Nagano. La linea venne finalmente inaugurata nella sua interezza il 1º ottobre 1997, e rivestì un ruolo primario nel trasporto di atleti e spettatori da Tokyo a Nagano durante le olimpiadi del 1998.

### Lavori per l'estensione verso l'Hokuriku
Nel 1993 furono autorizzati e avviati i lavori per estendere la linea da Nagano verso Toyama, mentre il 29 giugno 2012 iniziarono quelli per l'estensione di 113 km da Kanazawa a Tsuruga, la cui apertura è prevista per il 2024. I nomi delle stazioni fino a Kanazawa furono ufficializzati il 7 giugno 2013.

## Servizi

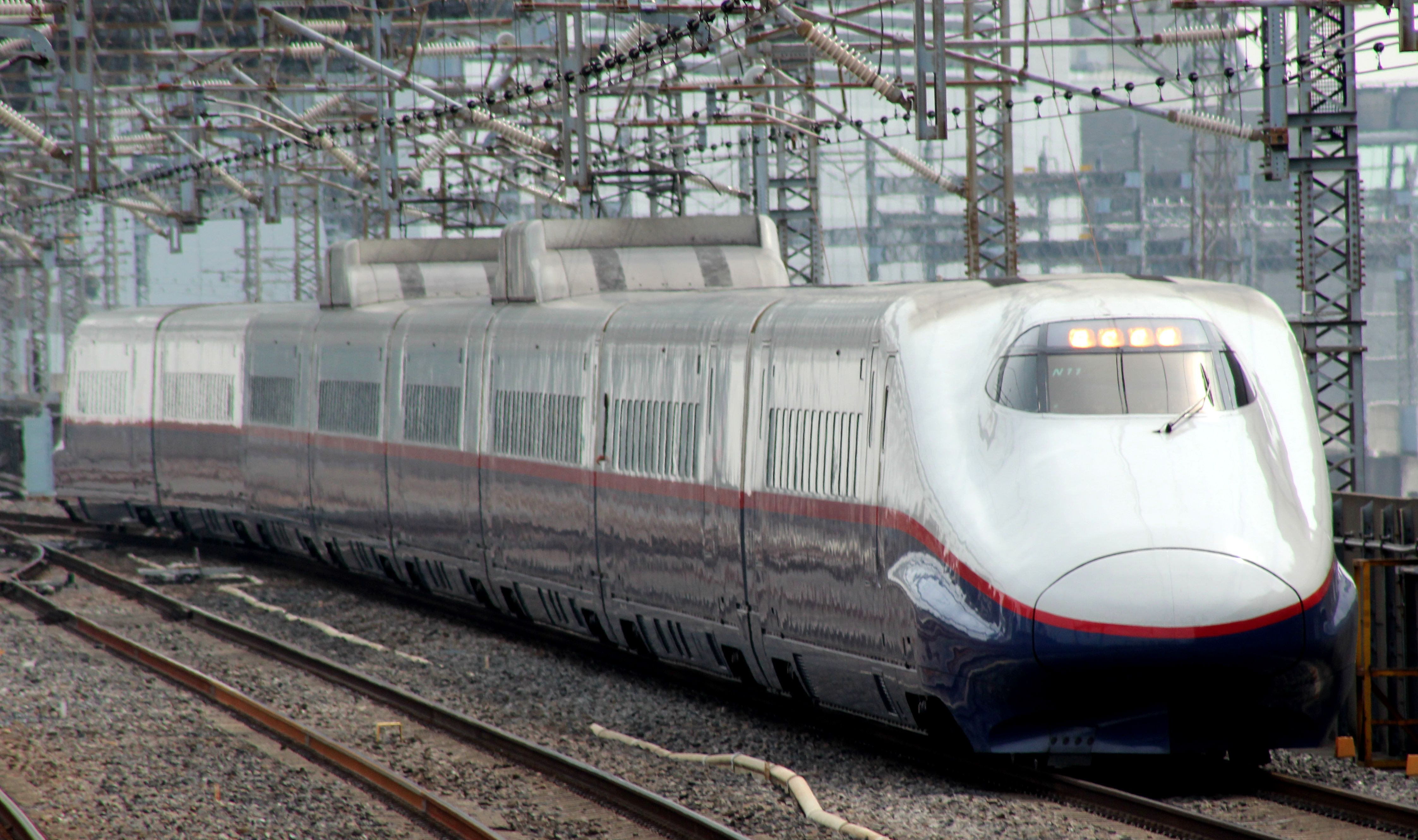
Un treno Shinkansen Serie E2 in servizio Asama nei pressi di Omiya

I treni Asama uniscono Tokyo con Nagano in un tempo minimo di 79 minuti correndo alla velocità massima di 260 km/h fra Takasaki e Nagano. Il nome del servizio deriva dal Monte Asama, un vulcano attivo che si trova lungo il percorso della ferrovia. La frequenza del servizio è di un treno ogni mezz'ora circa, con un numero minore di treni che fermano presso le stazioni intermedie. Fra Tokyo e Ōmiya, i treni impiegano la linea Tōhoku Shinkansen, e tra Ōmiya e Takasaki la Jōetsu Shinkansen.
Con l'apertura della Nagano Shinkansen, nel 1997, la linea convenzionale fra Yokokawa e Karuizawa fu chiusa e sostituita da servizi su gomma, a causa dell'eccessiva pendenza della linea nei pressi del passo di Usui, che limitava fortemente la potenzialità della stessa.

## Stazioni
Tra Tokyo e Ōmiya l'Hokuriku Shinkansen condivide il tracciato con la Tōhoku Shinkansen, e tra Ōmiya e Takasaki con la Jōetsu Shinkansen.
| Stazione                                                          | Giapponese       | Distanza da Takasaki | Collegamenti | Luogo     | Luogo    |
| ----------------------------------------------------------------- | ---------------- | -------------------- | --- | --------- | -------- |
|                                                                   |                  |                      | |           |          |
| Nagano Shinkansen                                                 |                  |                      | |           |          |
| Takasaki                                                          | 高崎             | 0,0 km               | JR East ■ Linea Takasaki ■ Linea Hachikō ■ Linea Jōetsu ■ Linea Ryōmō ■ Linea Agatsuma ■ Linea principale Shin'etsu ■ Jōetsu Shinkansen                                                                          | Takasaki  | Gunma    |
| Annaka-Haruna                                                     | 安中榛名         | 18.5 km              | | Annaka    | Gunma    |
| Karuizawa                                                         | 軽井沢           | 41.8 km              | ■ Linea Shinano | Karuizawa | Nagano   |
| Sakudaira                                                         | 佐久平           | 59.4 km              | ■ Linea Koumi | Saku      | Nagano   |
| Ueda                                                              | 上田             | 84.2 km              | ■ Linea Shinano ■ Linea Bessho | Ueda      | Nagano   |
| Nagano                                                            | 長野             | 117.4 km             | ■ Linea Iiyama ■ Linea principale Shin'etsu ■ Linea Shinonoi ■ Linea Nagano ■ Linea Shinano | Nagano    | Nagano   |
| Iiyama                                                            | 飯山             | 147,3 km             | ■ Linea Iiyama | Iiyama    |          |
| Jōetsumyōkō                                                       | 上越妙高         | 176,9 km             | ■ Linea Myōkō Haneuma | Jōetsu    | Niigata  |
| Itoigawa                                                          | 糸魚川           | 213,9 km             | JR West ■ Linea principale Hokuriku ■ Linea Ōito | Itoigawa  | Niigata  |
| Kurobe-Unazukionsen                                               | 黒部宇奈月温泉   | 253,1 km             | Ferrovie Toyama Chihō: ■ Linea principale³ | Kurobe    | Toyama   |
| Toyama                                                            | 富山             | 286,9 km             | ■ Linea principale Hokuriku ■ Linea principale Takayama Metropolitana leggera di Toyama ■ Linea Toyamakō Ferrovie Toyama Chihō ■ Linea Fujikoshi ■ Linea principale ■ Linea Tateyama ■ Rete tranviaria di Toyama | Toyama    | Toyama   |
| Shin-Takaoka                                                      | 新高岡           | 305,8 km             | Linea Jōhana | Takaoka   | Toyama   |
| Kanazawa                                                          | 金沢             | 345,4 km             | Ferrovia dell'Hokuriku: ■ Linea Asanogawa (Hokutetsu-Kanazawa) JR West: ■Linea principale Hokuriku ■ Linea Nanao                                                                                                 | Kanazawa  | Ishikawa |
| Deposito di Hakusan                                               | 白山総合車両基地 |                      | | Hakusan   | Ishikawa |
| Komatsu                                                           | 小松             | 372,6 km             | ■ Linea principale Hokuriku | Komatsu   | Ishikawa |
| Kagaonsen                                                         | 加賀温泉         | 387,7 km             | ■ Linea principale Hokuriku | Kaga      | Ishikawa |
| Awaraonsen                                                        | 芦原温泉         | 403,3 km             | ■ Linea principale Hokuriku | Awara     | Fukui    |
| Fukui                                                             | 福井             | 421,4 km             | Ferrovie dell'Echizen ■ Linea Katsuyama Eiheiji ■ Linea Mikuni Awara Ferrovia di Fukui: ■ Linea Fukubu (Fukui-Ekimae) JR West ■ Linea Etsumi-Hoku (linea Kuzuryū) ■ Linea principale Hokuriku                    | Fukui     | Fukui    |
| Echizen-Takefu                                                    | 越前たけふ       | 440,4 km             | | Echizen   | Fukui    |
| Tsuruga                                                           | 敦賀             | 470,6 km             | ■ Linea principale Hokuriku ■ Linea Obama | Tsuruga   | Fukui    |
| (La tratta tra Tsuruga e Shin-Ōsaka non è ancora stata definita.) |                  |                      | |           |          |